# Interceptáló szűrő programtervezési minta
Az interceptáló szűrő a Java EE egy programtervezési mintája. A minta cserélhető szűrőket hoz létre, hogy beavatkozzon általános szolgáltatásokba, anélkül, hogy a belső működés megváltozna. A szűrők kezelhetik a kéréseket és a válaszokat, előzetes vagy utólagos feldolgozást végezve. A szűrők módosíthatók vagy eltávolíthatók anélkül, hogy a kódon lényegi változtatásokat végeznének.  A minta átlátható újrafelhasználható feldolgozást végez azelőtt és azután, hogy a front és a lapvezérlők működésbe lépnének.

## Szerkezete
Komponensei a szűrőkezelő, szűrőlánc, szűrők és a célpont.
A szűrőkezelő vezérli a szűrési folyamatot, létrehozza a szűrőláncot a szükséges szűrőkkel a megfelelő sorrendben, és kezdeményezi a feldolgozást.
A szűrőlánc független szűrők rendezett együttese.
A szűrők egymástól függetlenül alkalmazhatók a célpontra. Az általuk végzett feldolgozást a szűrőlánc koordinálja.
A célpont a kliens által igényelt erőforrás.

## Előnyei és hátrányai
A minta alkalmazása a következő előnyökkel és hátrányokkal jár:
- Újrafelhasználhatóság javítása: A szűrők és a központi egység egymástól függetlenül kezelhetők, cserélhetők, újrafelhasználhatók
- Rugalmasság növelése: A szűrők és a központ különálló egység[1][2]
- Hosszú szűrőláncok lelassíthatják a programot, és az áttekinthetőséget is rontják.[2]

## Példa kód
A példa kód Javában készült. A szűrő általános, feldolgozást nem végez.
A szűrő:
```
public
 
class
 
DebuggingFilter
 
implements
 
Processor
 
{

  
private
 
Processor
 
target
;

  
public
 
DebuggingFilter
(
Processor
 
myTarget
)
 
{

    
target
 
=
 
myTarget
;

  
}

  
public
 
void
 
execute
(
ServletRequest
 
req
,
 

  
ServletResponse
 
res
)
 
throws
 
IOException
,
 

    
ServletException
    
{

    
//Do some filter processing here, such as 

    
// displaying request parameters

    
target
.
execute
(
req
,
 
res
);

  
}

}

```

Központi egység:
```
public
 
class
 
CoreProcessor
 
implements
 
Processor
 
{

  
private
 
Processor
 
target
;

  
public
 
CoreProcessor
()
   
{

    
this
(
null
);

  
}

  
public
 
CoreProcessor
(
Processor
 
myTarget
)
   
{

    
target
 
=
 
myTarget
;

  
}

  
public
 
void
 
execute
(
ServletRequest
 
req
,
 

      
ServletResponse
 
res
)
 
throws
 
IOException
,
 

      
ServletException
   
{

    
//Do core processing here

  
}

}

```

Kérések feldolgozása:
```
public
 
void
 
processRequest
(
ServletRequest
 
req
,
 

  
ServletResponse
 
res
)
 

  
throws
 
IOException
,
 
ServletException
 
{

  
Processor
 
processors
 
=
 
new
 
DebuggingFilter
(
 

    
new
 
AuthenticationFilter
(
new
 
CoreProcessor
()));

  
processors
.
execute
(
req
,
 
res
);

  
//Then dispatch to next resource, which is probably 

  
// the View to display

  
dispatcher
.
dispatch
(
req
,
 
res
);

}

```

Szűrőkezelő:
```
public
 
void
 
processRequest
(
ServletRequest
 
req
,
 

  
ServletResponse
 
res
)
 

  
throws
 
IOException
,
 
ServletException
 
{

  
Processor
 
processors
 
=
 
new
 
DebuggingFilter
(
 

    
new
 
AuthenticationFilter
(
new
 
CoreProcessor
()));

  
processors
.
execute
(
req
,
 
res
);

  
//Then dispatch to next resource, which is probably 

  
// the View to display

  
dispatcher
.
dispatch
(
req
,
 
res
);

}

```

Szűrőlánc:
```
public
 
class
 
FilterChain
 
{

  
// filter chain 

  
private
 
List
<
Filter
>
 
myFilters
 
=
 
new
 
ArrayList
<>
();

  
// Creates new FilterChain 

  
public
 
FilterChain
()
  
{

    
// plug-in default filter services for example 

    
// only. This would typically be done in the 

    
// FilterManager, but is done here for example 

    
// purposes

    
myFilters
.
add
(
new
 
DebugFilter
());

    
myFilters
.
add
(
new
 
LoginFilter
());

    
myFilters
.
add
(
new
 
AuditFilter
());

  
}

  
public
 
void
 
processFilter
(
 

    
javax
.
servlet
.
http
.
HttpServletRequest
 
request
,

    
javax
.
servlet
.
http
.
HttpServletResponse
 
response
)

  
throws
 
javax
.
servlet
.
ServletException
,
 

    
java
.
io
.
IOException
         
{

    
Filter
 
filter
;

    
// apply filters

    
for
 
(
final
 
Filter
 
filter
 
:
 
filters
)

    
{

      
// pass request & response through various 

      
// filters

      
filter
.
execute
(
request
,
 
response
);

    
}

  
}

}

```

## Fordítás
Ez a szócikk részben vagy egészben  az   Intercepting filter pattern című angol Wikipédia-szócikk fordításán alapul.  Az eredeti cikk szerkesztőit annak laptörténete sorolja fel. Ez a jelzés csupán a megfogalmazás eredetét és a szerzői jogokat jelzi, nem szolgál a cikkben szereplő információk forrásmegjelöléseként.